# Спарені кола Архімеда

Спарені кола Архімеда (червоні), арбелос (сірий)

У геометрії спарені кола Архімеда — це пара особливих кіл, які пов'язані з арбелосом. Арбелос утворюється трьома колінеарними точками: A, B та C, і являє собою криволінійну трикутну область, обмежену трьома півколами, діаметри яких відповідають відрізкам AB, BC та AC.
Якщо арбелос поділений на дві менші області відрізком, що проходить через проміжну точку B перпендикулярно до прямої ABC, то кожне з двох кіл Архімеда розташовуватиметься в межах однієї з цих областей, дотикаючись до її двох напівкруглих сторін і до розділового сегмента, та має той самий діаметр.
Ці кола вперше були описані в «Книзі Лем», де доводиться (у п'ятому твердженні), що два кола є конгруентними.
Сабіт ібн Курра, який переклав цю книгу арабською мовою, приписував її авторство грецькому математику Архімеду. Відповідно до цього твердження, спарені кола Архімеда, а також кілька інших кіл в арбелосі, що їм відповідають, також отримали назву кола Архімеда. Проте це приписування було оскаржене більш пізніми вченими.

## Побудова
Нехай {\displaystyle A}, {\displaystyle B} та {\displaystyle C} три кути арбелосу, причому {\displaystyle B} розташоване між {\displaystyle A} та {\displaystyle C}. Позначимо точку {\displaystyle H}, в якій перетинаються велике півколо та перпендикуляр до {\displaystyle AC}, проведений через точку {\displaystyle B}. Відрізок {\displaystyle BH}, що з'єднує ці дві точки, ділить арбелос на дві частини. Спареними колами будемо вважати два кола, вписані в ці частини, які дотикаються до одного з менших півкіл, до відрізка {\displaystyle BH} та до великого півкола.
Кожне з цих двох кіл визначається трьома дотичними. Їх побудова є специфічним випадком задачі Аполлонія. Також були знайдені альтернативні методи для побудови двох кіл, які є конгруентними спареним колам.

## Властивості
Нехай a та b — це діаметри двох внутрішніх півкіл, тоді діаметр зовнішнього півкола дорівнює a + b. Діаметр кожного зі спарених кіл визначається
{\displaystyle d={\frac {ab}{a+b}}}.
Або, якщо діаметр зовнішнього півкола становить одиницю, а внутрішні кола мають діаметри {\displaystyle s} та {\displaystyle 1-s}, то діаметр кожного зі спарених кіл визначається
{\displaystyle d=s(1-s)\ }.
Найменше коло, яке охоплює обидва спарені кола, має таку ж площу, як і арбелос.

## Інші конгруентні кола
Інші кола, які є конгруентними спареним колам, також були створені з арбелоса. Як і спарені кола, ці кола отримали назву архімедових. До них належать: коло Банкоффа, кола Шоха та кола Ву.